# Marcus Sandell
Marcus Sandell (ur. 23 września 1987 w Espoo) – fiński narciarz alpejski, wicemistrz świata juniorów.

## Kariera
Po raz pierwszy na arenie międzynarodowej Marcus Sandell pojawił się 14 grudnia 2002 roku w Ruka, gdzie w zawodach FIS Race w slalomie został zdyskwalifikowany w pierwszym przejeździe. W 2004 roku wystartował na mistrzostwach świata juniorów w Mariborze, gdzie jego najlepszym wynikiem było 34. miejsce w gigancie. Jeszcze dwukrotnie startował na imprezach tego cyklu, największy sukces osiągając na mistrzostwach świata juniorów w Altenmarkt w 2007 roku, gdzie w gigancie wywalczył srebrny medal. W Pucharze Świata zadebiutował 12 listopada 2006 roku w slalomie w Levi, jednak nie awansował w tych zawodach do drugiego przejazdu. Pierwsze punkty zdobył 21 grudnia tego samego roku, zajmując podczas giganta w Hinterstoder 19. miejsce. Nigdy nie stanął na podium, najwyższą lokatę osiągnął 24 lutego 2013 roku w Garmisch-Partenkirchen, gdzie w gigancie był czwarty. Walkę o podium przegrał tam z Tedem Ligetym z USA o 0,10 sekundy. Najlepsze wyniki osiągnął w sezonie 2012/2013, kiedy zajął 33. miejsce w klasyfikacji generalnej, a w klasyfikacji giganta był ósmy.
W 2010 roku wystartował na igrzyskach olimpijskich w Vancouver, gdzie nie ukończył giganta. Takim samym wynikiem zakończył się jego start na rozgrywanych cztery lata później igrzyskach w Soczi. Wielokrotnie startował na mistrzostwach świata, najlepszy wynik osiągając podczas mistrzostw świata w Garmisch-Partenkirchen w 2011 roku, gdzie był dziesiąty w swej koronnej konkurencji. Kilkukrotnie zdobywał medale mistrzostw Finlandii, w tym złoty w gigancie w 2009 roku.

## Osiągnięcia

### Igrzyska olimpijskie
| Miejsce | Dzień     | Rok  | Miejscowość     | Konkurencja | Czas biegu  | Strata | Zwycięzca   |
| ------- | --------- | ---- | --------------- | ----------- | ----------- | ------ | ----------- |
| DNF2    | 23 lutego | 2010 | Whistler        | Gigant      | 2:37,83 min | -      | Carlo Janka |
| DNF1    | 19 lutego | 2014 | Krasnaja Polana | Gigant      | 2:45,29 min | —      | Ted Ligety  |

### Mistrzostwa świata
| Miejsce | Dzień     | Rok  | Miejscowość       | Konkurencja | Czas biegu  | Strata  | Zwycięzca            |
| ------- | --------- | ---- | ----------------- | ----------- | ----------- | ------- | -------------------- |
| DNF1    | 14 lutego | 2007 | Åre               | Gigant      | 2:19,64 min | +       | Aksel Lund Svindal   |
| DNF2    | 17 lutego | 2007 | Åre               | Slalom      | 1:57,33 min | -       | Mario Matt           |
| 16.     | 13 lutego | 2009 | Val d’Isère       | Gigant      | 2:18,82 min | +2,90 s | Carlo Janka          |
| DNF2    | 15 lutego | 2009 | Val d’Isère       | Slalom      | 1:44,17 min | -       | Manfred Pranger      |
| 10.     | 18 lutego | 2011 | Ga-Pa             | Gigant      | 2:10,56 min | +1,10 s | Ted Ligety           |
| DNF1    | 20 lutego | 2011 | Ga-Pa             | Slalom      | 1:41,72 min | -       | Jean-Baptiste Grange |
| 29.     | 6 lutego  | 2013 | Schladming        | Supergigant | 1:23,96 min | +3,05 s | Ted Ligety           |
| 12.     | 15 lutego | 2013 | Schladming        | Gigant      | 2:30,71 min | +3,06 s | Ted Ligety           |
| 14.     | 13 lutego | 2015 | Vail/Beaver Creek | Gigant      | 2:34,16 min | +2,73 s | Ted Ligety           |

### Mistrzostwa świata juniorów
| Miejsce | Dzień     | Rok  | Miejscowość  | Konkurencja | Czas biegu  | Strata  | Zwycięzca        |
| ------- | --------- | ---- | ------------ | ----------- | ----------- | ------- | ---------------- |
| DNS     | 10 lutego | 2004 | Maribor      | Zjazd       | 1:09,61 min | -       | Romed Baumann    |
| 42.     | 12 lutego | 2004 | Maribor      | Supergigant | 1:17,49 min | +3,22 s | Hans Olsson      |
| 34.     | 13 lutego | 2004 | Maribor      | Gigant      | 2:17,40 min | +4,72 s | Jeffrey Harrison |
| DNF1    | 14 lutego | 2004 | Maribor      | Slalom      | 1:33,33 min | -       | Raphael Fässler  |
| DSQ2    | 24 lutego | 2005 | Bardonecchia | Slalom      | 1:24,10 min | -       | Filip Trejbal    |
| 11.     | 25 lutego | 2005 | Bardonecchia | Supergigant | 1:25,20 min | +0,82 s | Michael Gmeiner  |
| 18.     | 27 lutego | 2005 | Bardonecchia | Gigant      | 2:10,28 min | +1,78 s | Michael Gmeiner  |
| 11.     | 8 marca   | 2007 | Altenmarkt   | Supergigant | 1:07,77 min | +1,72 s | Beat Feuz        |
| 2.      | 9 marca   | 2007 | Altenmarkt   | Gigant      | 2:14,01 min | +0,85 s | Marcel Hirscher  |
| DNF1    | 10 marca  | 2007 | Altenmarkt   | Slalom      | 1:49,45 min | -       | Matic Skube      |

### Puchar Świata

#### Miejsca w klasyfikacji generalnej
- sezon 2006/2007: 120.
- sezon 2007/2008: 59.
- sezon 2008/2009: 78.
- sezon 2010/2011: 99.
- sezon 2011/2012: 58.
- sezon 2012/2013: 33.
- sezon 2013/2014: 56.
- sezon 2014/2015: 62.

#### Miejsca na podium
Sandell nigdy nie stanął na podium zawodów PŚ.